# Romániai magyar összehasonlító irodalomtudomány
Romániai magyar összehasonlító irodalomtudomány (1918-1989) - más elnevezése szerint komparatisztika: az irodalomtudománynak az az ága, amely az irodalmi jelenségeket nemzetközi összefüggéseiben vizsgálja. A 19. század első felében a természettudományokban kedvelt összehasonlító módszer a század közepén az irodalomkutatásban is meggyökerezik, s a század végére önálló tudományágat hoz létre. A kezdeti "francia iskola" inkább a formák, témák, toposzok vándorlását, párhuzamos jelentkezését, kölcsönhatását kutatta. Az 1950-es évek végén René Wellek vezetésével fellépő "amerikai iskola" viszont az alkotóelemek vizsgálatával szemben a műközpontú hasonlítást helyezi előtérbe, s egy nemzetközi értékrendszer kialakítására törekszik.

## Erdélyi előzmények
Az erdélyi magyar irodalomkutatásban a 19. század utolsó harmadában terjedt el az összehasonlító módszer. Gyulai Pál és Mailand Oszkár a folklórban, Hegedüs István, Szamosi János az ókori klasszikus témák, Imre Sándor és Haraszti Gyula Csokonai, Petőfi és Arany költészete tanulmányozásánál alkalmazta. Kiss Ernő Shakespeare és Vörösmarty (Budapest, 1911), Rajka László Heliodoros Aithiopikájának feldolgozásai a magyar irodalomban (Kolozsvár, 1917) címmel írt az összehasonlító irodalomtudomány körébe sorolható értekezést. Marosán Viktor, Putnoky Miklós és Siegescu József a magyar-román irodalmi kölcsönhatásokat vizsgálta.
Az összehasonlító irodalomtudomány első erdélyi teoretikusa Meltzl Hugó volt, aki németországi tanulmányai idején ismerkedett meg e diszciplínával, s kolozsvári professzortársával, Brassai Sámuellel összefogva 1877-ben megindította Kolozsvárt a világ első komparatista folyóiratát (Összehasonlító Irodalomtörténelmi Lapok – Acta Comparationis Litterarum Universarum), melyet 1883-tól az 1888-as megszűnésig egyedül szerkesztett. Nemzetközi jellegét azzal is hangsúlyozni kívánták, hogy több mint 20 nyelven közöltek tanulmányokat, versfordításokat, híranyagot. Támogatták a Petőfi- és Schopenhauer-kultuszt, a népköltészeti hatáskutatást. A folyóirat munkatársai valamennyi kontinenst képviselték. 1884-ben még egy Összehasonlító Irodalmi Társulat megszervezésére is kísérletet tettek.

## 1918-1944 közt
Az első világháborút követően romániai keretek közt a komparatisztika inkább mint módszer jelentkezik egyes magyar irodalmárok munkásságában. A közlemények nagyobb része a román-magyar irodalmi kapcsolatok, szász-magyar irodalmi kapcsolatok kutatása, illetve a világirodalomtörténet tárgykörébe vág. A Korunk és az Erdélyi Helikon oldalain – e folyóiratok jellegéből következően – csak nagy ritkán jelenik meg összehasonlító tanulmány. Gaál Gábor Gorkij nyugat-európai recepciójáról írt (1932/11), a Helikon esszészerű írásai közül kiemeljük Lakatos Imre Dosztojevszkij hatását (1928/1) és a néger problematika tükrözését (1929/4) vizsgáló tanulmányait; Molter Károly Kerr és Kraus (1929/6) viszonyát, Szerb Antal Arany János és Európa (1932/9) kapcsolatát, Vita Zsigmond pedig a transzilvanizmus román tükröződését (1934/1) elemzi; Szemlér Ferenc Madách Imre Az ember tragédiája román (1935/3), Abafáy Gusztáv Móricz történelmi trilógiájának német (1937/1) fordítását veti össze az eredetivel; Antalffy Endre Goethe a keleti irodalmakban (1932/5) című dolgozatával említhető, s ide sorolható Gál István Babits szerepe a magyarországi angol műveltségben (1941/11) c. tanulmánya is.
Az összehasonlító irodalomtudományhoz szigorúbb értelemben is hozzásorolható tanulmányok többsége az Erdélyi Irodalmi Szemle, illetve az Erdélyi Múzeum hasábjain jelent meg. Ezek munkatársai közül Bitay Árpád volt a román-magyar kapcsolatok, kölcsönhatások leghűségesebb kutatója, de többnyire megelégedett a tények jelzésszerű regisztrálásával. 1922-ben megjelent magyar nyelvű román irodalomtörténete mindig figyelmeztet a magyar vonatkozásokra, párhuzamos jelenségekre. Kristóf György, a kolozsvári román egyetem magyar nyelv- és irodalom professzora szintén a román-magyar kapcsolatok terén talált összehasonlítási témákat: elsőként hívta fel a figyelmet a román népköltészet Balassira gyakorolt hatására (Dacoromania 1922-1923; Cele trei Crişuri, 1926), a Cultura c. négynyelvű kolozsvári folyóirat magyar szerkesztőjeként közölte románul Jaklovszky Dénes Orosz hatás Brătescu-Voineşti-nél (1924/3) c. tanulmányát. Elemezte Gogának Az ember tragédiája fordítását (Irodalomtörténet, 1935/3-4), s beható összevetés után megállapította Kibédi Sándor Eminescu-tolmácsolásainak hibáit (Erdélyi Múzeum, 1935/1-3). Elkészítette az első román Jókai-monográfiát (Mauriciu Jókai. Kolozsvár, 1925), valamint a magyar irodalom- és nyelvtörténet első román nyelvű összefoglalását (Istoria limbii şi literaturii maghiare. Kolozsvár, 1934), amelyben rendszerint számba vette a román vonatkozásokat, kölcsönhatásokat. Mindkettő Bitay Árpád fordításában jelent meg.
Az összehasonlító irodalomtudomány legjelentősebb képviselői a két világháború közötti erdélyi magyar irodalomtudományban György Lajos és Rajka László. Az előbbi szinte valamennyi irodalmi tanulmányában alkalmazza ezt a módszert: Magyar elemek a román irodalmakban (A Hírnök, 1924/7), Magyar elemek a germán irodalmakban (Pásztortűz, 1924/6), Magyar elemek a világirodalomban (Kolozsvár, 1924), Egy középkori Sybilla-vers régi magyar irodalmunkban (Pécs, 1929), Egy állítólagos Pancsatantra-származék irodalmunkban (Kolozsvár, 1929), A francia hellenizmus az erdélyi magyar szellemi életben (Kolozsvár, 1930), Eulenspiegel magyar nyomai (Kolozsvár, 1932), A magyar anekdota története és egyetemes kapcsolatai (Budapest, 1934), A magyar és az orosz irodalom kapcsolatai (Kolozsvár, 1946). Tanulmányainak egy része Kovács Ferenc gondozásában a Romániai Magyar Írók sorozatba iktatott kötetben (Az anekdota – A magyar regény előzményei – Tanulmányok, 1988) is megjelenik. A derékba tört pályájú Rajka László főleg Jókai regényeinek forráskutatásában jeleskedett: Jókai "Törökvilág Magyarországon" c. regénye (Kolozsvár, 1931), Jókai Kalandora (Kolozsvár, 1932), Jókai román tárgyú novellái (Kolozsvár, 1935), Jókai és a Pitaval (Irodalomtörténeti Közlemények, 1936/1).
Id. Kántor Lajos a magyar-román népköltészeti kölcsönhatásokat vizsgálta két dolgozatában (Magyarok a román népköltészetben. Kolozsvár, 1933 és Kölcsönhatás a magyar és a román népköltészetben. Kolozsvár,  1933). Szintén a román-magyar irodalmi-szellemi kapcsolatokról szólnak Veress Endre, Józsa János román nyelven publikált tanulmányai. Szőcs Géza (?) Mihai Eminescu és Petőfi Sándor (Gyergyószentmiklós, 1923), Veégh Sándor Petőfi a románoknál (Csíkszereda, 1934) címmel tesz közzé kis füzetet. Sulica Szilárd szegedi egyetemi tanár két dolgozata is (Szeged, 1937; Budapest, 1942) a magyar irodalomnak és művelődésnek a románra gyakorolt hatását elemzi.
Az 1930-as évek közepétől bontakozik ki az akkor még Aradon élő Gáldi László komparatisztikai munkássága. Az aradi Vasárnapban jelennek meg Ady és Eminescu találkozása (1933/4), A magyar Eminescu (1935/2), Madách és Eminescu (1935/17), Három költő a múltba tekint (1938/19), Vörösmarty és Eminescu (1939/6-7), Kölcsey és Eminescu (1940/8) c. kisebb közleményei. Nagyobb tanulmányai közül kiemelkedik Árgirus históriája az oláh irodalomban (Egyetemes Philologiai Közlöny, 1939/2), Goga pesti évei és a "Luceafărul" (uo. 1941/2), XVIII. századi humanizmusunk és a románság (Budapest, 1940), Magyar-román szellemi kapcsolatok (Budapest, 1942), Az olasz művelődés hatása a balkáni népekre (Balkáni Füzetek 1942), "Lúdas Matyi" román átdolgozása (Irodalomtörténet, 1943/3), Az erdélyi román tudományos élet magyar forrásai (Magyarok és románok II. Budapest, 1944).
A komparatisztikáról mint akkor újszerű diszciplínáról elméleti és módszertani ismertetést Jancsó Elemér nyújt Az irodalomtörténetírás legújabb irányai c. dolgozatában (Erdélyi Múzeum, 1934/1-6).

## 1944 után
A II. világháborút követő években az összehasonlító irodalomtudomány hosszú időre háttérbe szorul. A marxista újjáértékelési lázban és a haladó hagyományok felkutatása keretében legfeljebb néhány magyar-orosz, magyar-román kapcsolattörténeti írás jelenhetett meg, többek között György Lajos tanulmánya: A magyar és az orosz irodalom kapcsolatai (Kolozsvár, 1946). Más irányú kapcsolatkeresés, összevetés a kozmopolitizmus vádját vonhatta maga után. Némi változás csak az 1950-es évek második felében következik be; egyszerre ketten is visszahozták az irodalmi tudatba az Összehasonlító Irodalomtörténelmi Lapok emlékét: Kristóf György a Kelemen Lajos-emlékkönyvbe Meltzlről (1957), Mikó Imre az újrainduló Korunkba Brassai Sámuelről (1957/5) írt. Mondhatni velük párhuzamosan Magyarországon Berczik Árpád irányította a figyelmet a folyóirat úttörő jellegére francia (1959) és magyar nyelvű (1961) tanulmányban. A tudományág "polgárjogát" az akkori szocialista országok irodalomtudományában 1960 után nyerte vissza. A moszkvai Gorkij Világirodalmi Intézet ugyanis 1960-ban összehasonlító irodalomtörténeti vitát rendezett, s ezen meghirdette a "marxista összehasonlító módszer" alkalmazását, amelynek lényege, hogy a hasonlóságok okait az analóg társadalmi jelenségekben kell keresni. Ezután a kelet-európai országok óvatosan bekapcsolódhattak az 1955-ben Velencében létrejött Nemzetközi Összehasonlító Irodalmi Társaság (franciául: Associacion Internationale de Litterature Comparée – A.I.L.C.; angol rövidítése: I.C.L.A.) munkálataiba, s részt vehettek háromévenként tartott kongresszusain. Az 1961-es utrechti (III.) kongresszuson már magyar és román küldöttség is megjelent. Ezt követően 1961-ben az MTA Budapesten kelet-európai összehasonlító irodalomtörténeti tanácskozást hívott össze, amelyre Tudor Vianu vezetésével romániai küldöttség utazhatott, s ennek egyik tagja Jancsó Elemér. Ebből az alkalomból írta meg Vajda György Mihály A magyar összehasonlító irodalomtudomány történetének vázlatát (Világirodalmi Figyelő, 1963/3), melyben Meltzl szerepét is értékelte.
Nálunk az összehasonlító irodalomtudomány elméletét és hagyományait különösen a Korunk vállalja fel. Közlik Vajda György Mihály ismertetését a tudományág helyzetéről, s az MTA egyébként nem túl nagy lelkesedéssel fogadott s végül metodológiai vitákba veszett kezdeményezéséről egy kelet-európai összehasonlító irodalomtörténet megírására (1963/2). Balogh Edgár Világirodalmi figyelőjében (1963/7) újra felfedezi Brassai és Meltzl lapját. Jancsó Elemér a magyar összehasonlító irodalomtudomány időszerű feladatait jelöli ki az Utunkban (1963/31). Faragó József a nemzetközi összehasonlító folklórkutatás célkitűzéseit körvonalazza a Korunkban (1966/5). Az A.I.L.C. V. kongresszusára 1967-ben Belgrádban kerül sor, s ugyanazon évben Bukarestben – hazai magyar résztvevők nélkül – megrendezik az I. romániai összehasonlító irodalomtudományi értekezletet. A két helyen elhangzott 27 előadást 1968-ban az akadémia kötetben jelentette meg: Studii de literatură comparată (=Összehasonlító irodalmi tanulmányok). Ezek hatására a Korunk kihozza első összehasonlító irodalomtudományi számát (1968/3), melyben Kántor Lajos és Dávid Gyula összegzi a tudományág helyzetét és feladatait, Gál István pedig Robert Owen utópista eszméinek hatását vizsgálja a magyar irodalomban. Vajda György Mihály rövidesen (1968/7) beszámol a belgrádi kongresszuson a magyar küldöttség javasolta tervről: el kell készíteni az európai nyelvű irodalmak összehasonlító irodalomtudományi történetét. 1969-ben sor kerül a II. romániai összehasonlító irodalomtudományi értekezletre, ezen már három kolozsvári magyar kutató is előadást tart; az előadások szövege román nyelven a Probleme de literatură comparată şi sociologie literară (=Összehasonlító irodalmi és irodalomszociológiai problémák, 1970) c. kötetben is megjelent. Engel Károly a 19. századi francia könyvek erdélyi forgalmáról, Mózes Huba Eminescu Glosszájának magyar tolmácsolásairól, Dávid Gyula Petőfi 19. századi román recepciójáról értekezik. A bukaresti ülésszakról Engel Károly mind a Korunk (1970/1), mind pedig a NyIrK (1970/2) hasábjain beszámol.
1970-ben Magyarországon és Romániában is Összehasonlító Irodalomtörténeti Bizottság alakul, az utóbbiba Csehi Gyula is bekerül, s a román küldöttség tagjaként részt vesz az A.I.L.C. Bordeaux-ban megrendezett VI. kongresszusán. Ottani tapasztalatairól a Korunk újabb összehasonlító irodalomtudományi számában (1971/12) ír cikket. Itt olvasható még a tudományág romániai szaktekintélyének, Alexandru Dimának a romániai komparatisztika jelenéről és távlatairól írt összefoglalója, valamint Szigeti József tanulmánya A régi magyar irodalom komparatista szemlélete felé címmel. Dávid Gyula Ion Chinezu erdélyi magyar irodalomtörténetének komparatista vonásait mutatja ki, Ritoók János pedig a Klingsor magyar kapcsolatait elemzi.
1972-ben jelenik meg Bukarestben az akadémia kiadásában az Istoria şi teoria comparatismului în România (=A komparatisztika romániai története és elmélete) c. negyedfélszáz oldalas összegező munka, melyben három fejezet a magyar irodalomkutatás e vonatkozásait veszi számba. Engel Károly az I. világháború előtti, Dávid Gyula a két világháború közötti és az 1944 utáni hozzájárulásokat összegezi, a világirodalmi vonatkozásokat is feldolgozva. Dávidnak a két világháború közti korszakot bemutató fejezete lerövidítve a Korunkban (1972/8) is megjelenik, s az Utunkban (1974/34) ugyanő a Romániai magyar irodalomtörténetírás eredményeit számba véve a komparatisztikára is kitér.
A romániai magyar kutatók törekvése azonban az országos hivatalos komparatisztikában egyoldalú szándék marad. Az A.I.L.C. Toronto-Ottawa székhellyel 1973-ban megrendezett VII. kongresszusára utazó 13 tagú küldöttségben egyetlen romániai magyar kutató sincs; a Román Akadémia által kiadott francia nyelvű bibliográfiában a román irodalom kapcsolatairól a román-magyar fejezetben összesen öt (!) mű címét sorolják fel (Rapports de la litterature roumaine... 1973). 1974-ben harmadszor kerül sor Bukarestben összehasonlító irodalmi kollokviumra, ennek sincs magyar résztvevője. Ekkor indul meg az akadémia Összehasonlító Irodalomtörténeti Bizottságának évkönyve, a Synthesis. Ez azóta is évente megjelenik, tanulmányokat, kongresszusi beszámolókat és ismertetéseket közöl. Egyetlen romániai magyar szerző, Máté Gábor tanulmánya olvasható oldalain: Lukács György regényelméletéről (1981). Ismertetik az Égő lángban forog szívem c. Kolozsvárt megjelent kötetet (1976) és Kovács Albert Dosztojevszkij-könyvét (1988). Ezzel szemben négy magyarországi szerző angol és német nyelvű tanulmányát adják közre.
Az újabb irodalomkutató nemzedékek felkészítésére a kolozsvári egyetem keretében 1959-ben létesül világirodalmi tanszék, mely utóbb az összehasonlító irodalmat is felvette elnevezésébe. Vezetője 1977-es megszüntetéséig Szabó György volt, mellette Papp Gyula és Székely Erzsébet adták elő magyarul a tárgyat. Az összehasonlító irodalmi témákat főleg szakkollégiumok keretében tárgyalták. A marosvásárhelyi pedagógiai és színművészeti felsőoktatásban Oláh Tibor volt a világirodalom előadója. A kolozsvári egyetem Magyar irodalomtudományi köre 1968-ban a Brassai-Meltzl-féle Összehasonlító Irodalomtörténelmi Lapokkal foglalkozott. Ebből született Gaal Györgynek az Echinoxban (1969/5-6) megjelent átfogó tanulmánya, majd a Téka-sorozatban közreadott antológiája (1975), mely mind a tudományág, mind pedig a folyóirat történetét feldolgozza. A lap Petőfi-kultuszára Kozma Dezső Petőfi öröksége (1976) c. kötetében tér ki, a benne található Lessing-vonatkozásokat Hajós József összegzi (Korunk, 1980/1-2).
A kolozsvári és a craiovai egyetem is megjelentet 1975-ben egy-egy összehasonlító irodalomtudományi kötetet Cercetări de literatură universală şi comparată (Világ- és összehasonlító irodalmi kutatások) címmel. Az előbbiben Szabó György a nyugati dramaturgia 16. századi erdélyi visszhangját, az utóbbiban Rodica Firescu Emil Isac magyar kapcsolatait vizsgálja román nyelvű dolgozatban.
Dávid Gyula az újabb komparatisztikai vizsgálódásokról a Korunkban (1976/9) nyújt összefoglalást, majd az 1977/8-as, immár negyedik – és egyben utolsó – komparatisztikai számban a tudományág elméleti vonatkozásaira és az időközben Budapesten megtartott VIII. A.I.C.L.-kongresszusra (1976) tér ki. Bemutatja a bordeaux-i kongresszus dolgozatait és hozzászólásait felölelő kötetet. Alexandru Dima és Sőtér István tanulmányai ebben a különszámban szintén elméleti hangvételűek. Az egyik az összehasonlító irodalomtudomány vizsgálódási területeit veszi számba, a másik hangsúlyozza, hogy a nemzeti irodalmak története is csak a szélesebb összefüggések tükrözésével, komparatista módszerekkel írható meg. Ekkoriban már romániai viszonylatban újra csökkenni kezd az érdeklődés e diszciplína iránt, ami jórészt az ország politikai bezárkózására s a kapcsolattartás, szakmai tájékozódás elnehezedésére vezethető vissza. 1978-ban a NyIrK hasábjain Dávid Gyula ismerteti Dionyz Durisin Összehasonlító irodalomkutatás (Budapest, 1977) című alapvető szakkönyvét, 1981-ben ugyanott Szabó Zoltán Vajda György Mihály Összefüggések (Budapest, 1978) c. világirodalmi és komparatisztikai tanulmánykötetét; Gaal György a NyIrK 1982/1-2. számában Angolszász vonatkozások az Összehasonlító Irodalomtörténelmi Lapokban címmel közöl tanulmányt. Román küldöttség még jelen van az A.I.L.C. IX. innsbrucki és X. New York-i kongresszusán, de azután teljesen meglazulnak a kapcsolatok a nemzetközi tudományossággal.
A Korunk és a NyIrK magvas tanulmányai mellett az Utunkban csak alkalomszerűen jelentkezett a komparatisztikai megközelítés, többnyire a kapcsolatápolást szolgálta. Még ritkábban az Igaz Szó, a Művelődés és a Könyvtári Szemle is közölt egy-egy ide besorolható írást. Ezek többsége irodalmi évfordulókhoz kötődött, amikor az ünnepi számok megjelenésének szinte előfeltétele volt a román vonatkozások bemutatása. E cikkek néha a kapcsolattörténeti jelzésekre szorítkoztak, néha viszont összehasonlító tanulmánnyá kerekedtek ki.
Az összehasonlító módszert legtöbb eredménnyel népköltészeti kutatóink alkalmazták. A román és magyar motívumok kölcsönös jelentkezése, nemzetközi vándorlása, a variánsok összevetése, a kétnyelvű mesemondás állandóan vizsgálat tárgyát képezték. Faragó József egyenesen Bartók Béla példáját állítja az összehasonlító kutatók elé (Korunk, 1975/8), s Gyulai Pált tekinti a magyar-román összehasonlító balladakutatás úttörőjének (Művelődés, 1976/8). A népköltészeti kapcsolatkutatások eredményeit és feladatait a Korunkban (1959/9) ugyanő összegezi, s tanulmányai román, angol, francia és német szakközlönyökben is megjelennek. Legjobb komparatista írásait a Balladák földjén (1977) c. kötetébe gyűjti össze. 1978-tól bekapcsolódik a Kriterion Könyvkiadó Népismereti Dolgozatok c. sorozatának szerkesztésébe, s ennek 1983-as kötetében közzéteszi a magyar-román néprajzi bibliográfiát (1946-1982), melynek 577 tételéből 139-nek ő a szerzője. Újabb összefoglaló dolgozata A magyar és a román népballadák nemzeti jellegéről a Korunkban (1989/2) jelent meg. Rajta kívül a román-magyar balladaátvételekről (Studia Univ. Babeş-Bolyai. Philologia 1962/2), egy Boccaccio-téma jelentkezéséről (NyIrK, 1968/2) Mitruly Miklós írt dolgozatot; ő mint a tárgy egyetemi előadója 1974-ben megjelentetett Magyar népköltészet c. sokszorosított jegyzetében a népköltészeti kapcsolatok kutatását is tárgyalja. Antal Árpád a Lenore-monda erdélyi jelentkezéséről ír (NyIrK 1977/1), Engel Károly több dolgozata a múltbeli folklórkapcsolatokat kutatja. Nagy Olga, Olosz Katalin, Vöő Gabriella tanulmányai mellett az összehasonlító módszert igen következetesen alkalmazó Demény István Pál Kerekes Izsák balladájáról (1980) és a Szent László legendáról (1992) írt kötetei, valamint a komparatisztika szerepét hangsúlyozó jegyzete (Korunk, 1993/8) érdemel említést.
Az 1950-es évektől újra publikáló idősebb kutatók közül Kakassy Endre Mihai Eminescuról (1959, 1962) és Mihail Sadoveanuról (1964) szóló magyar könyvei szem előtt tartják a magyar vonatkozásokat, párhuzamokat. A műfordítóként is jelentős, 1938-tól Budapesten élő Gáldi László az összehasonlító verstan és stilisztika alkalmazásával írt könyveit Mihai Eminescu stílusáról (1964), a román verselés történetéről (1971), a román irodalmi stilisztikáról (1976) román nyelven Bukarestben, míg Lucian Blaga költészetéről írott könyvét franciául Budapesten (1972) adják ki. A kolozsvári egyetem professzorai közül Jancsó Elemér az, aki magáról az összehasonlító módszerről, ennek erdélyi feladatairól ír (Utunk, 1963/31). Két komparatisztikai dolgozata Emil Isac és a modern magyar irodalom, valamint Madách és a világirodalom kapcsolatáról bekerült az Irodalomtörténet és időszerűség (1972) c. gyűjteményes kötetébe. Az előbbi szerepel román nyelvű Studii literare (Irodalmi tanulmányok, 1983) c. tanulmánykötetében is. Bár Csehi Gyulát tekintették az itteni magyar komparatisztika hivatalos képviselőjének, tanulmányköteteiben alig bukkan fel az összehasonlító irodalomtudományi módszer; két késői könyvében nagy világirodalmi műveltségét hasznosítva a történetírás és szépirodalom (Klió és Kalliopé. 1965), illetve a regény és valóság (Modern Kalliopé. 1969) viszonyát vizsgálja. Szigeti József a régi magyar irodalom tanulmányozásában alkalmazza az összehasonlító irodalomtudományi módszert. Így összeveti a Zrínyiászt horvát átdolgozásával (1965), megállapítja a Balassi-Comoedia valószínű szerzőjét (1967). Ezek a tanulmányai A mű és kora (1970) c. kötetében is megjelennek. Sőni Pál a romániai magyar folyóiratokban jelentkező avantgárd-jelenségeket, majd az írók műveire gyakorolt avantgárd-hatást vizsgálja tanulmányok sorában. Eredményeit összegző kötete az Avantgarde-sugárzás (1973). A klasszika-filológus Szabó György 1969-ben a Iaszón és Médeia-téma világirodalmi jelentkezéseinek feldolgozásával szerez irodalomtudományi doktorátust. Tanulmányozza a Napkelet külföldi irodalmi anyagát (NyIrK, 1965/1), Ovidius költészetének erdélyi visszhangját (Studia Univ. Babeş-Bolyai. Philologia 1959), a Prométheusz-monda világirodalmi jelentkezését (Színházi műsorfüzet, 1968), a görög-római antikvitás nyomait Szemlér Ferenc költészetében (NyIrK 1975/2).
A Marosvásárhelyen tanító Oláh Tibor 1975-ben az Utunk +1 oldala világirodalmi sorozatában közöl olasz-francia reneszánsz tematikájú esszéket. Közülük egyesek kifejezetten összehasonlító jellegűek. Ezek A reneszánsz tájain (1989) c. gyűjteményes kötetben is megjelentek. A bukaresti egyetem előadótanára, Kovács Albert a magyar sajtóban aránylag ritkán közölt dolgozatai többnyire oroszul, románul, franciául jelentek meg. Poetica lui Dostoievski (Dosztojevszkij poétikája. 1987) c. kötetében, valamint reprezentatív dolgozatai magyar gyűjteményében (Műfajok, műformák, motívumok. 1989) műfajelméleti, motívumtörténeti, poétikai összehasonlító elemzések mellett Adyt és Szergej Alekszandrovics Jeszenyint párhuzamba állító tanulmánya is megtalálható. A világirodalomban igen jártas Szász János főleg A színhely és a tettes (1985) c. Kafka-tanulmányában alkalmazza az összehasonlító vizsgálatot, keresi a párhuzamokat. Abafáy Gusztáv Shakespeare-nek a Bolyai-drámákra gyakorolt hatásáról ír a Korunkban (1964/7). Tóth István a Janus-kultusz és a neoplatonista eszmék kolozsvári meghonosodását kutatja (Utunk, 1972/ 14), majd a humanista latin költők verseit magyarul tolmácsoló Múzsák fellegvára (1977) és Phoebus forrásai (Nv. 1996) c. kötetek kísérő tanulmányaiban tesz számos komparatista megállapítást.
A romániai magyar összehasonlító irodalomtudomány legeredményesebben a magyar-román kölcsönhatást kutatta. Ennek szórványos előzményei még a 19. század végére vezethetők vissza, de a két világháború között Bitay Árpád és Rajka László esetében már tervszerű munkáról beszélhetünk. A több százados erdélyi együttélés elősegítette a hatásterjedést, a kölcsönös román-magyar nyelvtudás pedig megkönnyítette ennek kutatását. A tudományos érdeklődés mellett a folyóiratok ilyen irányú állandó igénye is ösztönözte a feltáró munkát. A leggyakoribb tanulmánytípus egy-egy író műveinek elterjedését mutatja be a másik nyelvű sajtóban, irodalomban, esetleg azt, hogy valamely nép hogyan jelentkezik a szomszédos nép valamelyik szerzőjének műveiben. Az ez irányú összegzéseket az 1960-as évektől néhány igen átfogó bibliográfia is segítette: Domokos Sámuel elkészítette a román irodalom 1831-1970 közötti magyar könyvészetét (1966, 1978), a több magyar-román részbibliográfiát publikáló Réthy Andor és Váczy Leona pedig (Köllő Károly közreműködésével és bevezető tanulmányával) a magyar irodalom 1830-1970 közti román bibliográfiáját (1983). Ezekhez társítható még Dorothea Sasu-Zimmermann Petőfi în literatura română 1849-1973 (=Petőfi a román irodalomban, 1980) c. analitikus könyvészete.
A román-magyar komparatisztikát számos alkalmi szerzőn kívül a legtudatosabban Dávid Gyula, Engel (Köllő) Károly és Mózes Huba művelte. Dávid kapcsolattörténeti és az összehasonlító irodalomtudomány elméleti kérdéseit érintő írásai mellett feldolgozta Ady, Arany, Madách és főműve, Móricz, Petőfi román, Coşbuc, Eminescu, Rebreanu magyar recepciójának a vonatkozásait. Legfontosabb tanulmányait a Találkozások (Kolozsvár, 1976) c. kötetében tette közzé. Az újabb keletű Három erdélyi elbeszélő emberképe c. dolgozatában (Korunk Évkönyv, 1983-84) összehasonlító irodalom-antropológiai módszerrel elemezte Tamási Áron, Pavel Dan és Erwin Wittstock novelláit. Ő rendezte sajtó alá és látta el bevezetővel Avram P. Todornak a román-magyar irodalmi kapcsolatokra vonatkozó, több komparatista írást is tartalmazó román nyelvű kötetét Confluenţe literare româno-maghiare (=Román-magyar irodalmi kölcsönhatások, 1983) címmel. Engel (Köllő) Károly munkásságában a nagyobb összefüggések feltárása mellett a mikrofilológiai kapcsolatok kimutatása is szerepet kap. Benedek Elek, Mikszáth Kálmán, Móricz Zsigmond munkáinak és recepciójának román, Mihai Eminescu és Ion Luca Caragiale méltatásainak magyar vonatkozásait vizsgálja. Összeveti Csokonai Békaegérharcát annak román fordításával, kimutatja Ioan Budai-Deleanu Ţiganiada (=Cigányiász) és Arany János A nagyidai cigányok című eposzának párhuzamosságait, összegyűjti Jósika Miklós életművének román vonatkozásait. Reprezentatív dolgozatait magyarul a Két irodalom mezsgyéjén (1984), románul a Confluenţe literare (=Irodalmi kölcsönhatások, 1993) című köteteiben adja közre. Mózes Huba József Attila román (1972), Emil Isac és Mihai Eminescu magyar (1986, 1989) irodalmi kapcsolatait bemutató köteteket állított össze. Mihai Eminescu Glosszájának magyar fordításairól írt dolgozatát felvette a Forrása rég fakadt... (1985) c. gyűjteményes kötetébe is. Itt egy tanulmányban a Kalevala három magyar fordítását elemzi. A román-magyar összehasonlító stilisztika terén Szabó Zoltán jelentkezett két dolgozattal: a szecesszió stiláris sajátosságait vizsgálta párhuzamosan Hortenzia Papadat-Bengescu és Kaffka Margit (NyIrK, 1988/2), illetve Alexandru Macedonski és Kosztolányi Dezső (uo. 1989/2) prózájában.
A szász-magyar kapcsolatokat Ritoók János tanulmányozta e kapcsolatokat feltáró dokumentumkötetéhez (Kettős tükör. 1979) írott nagyszabású bevezető tanulmányában. Majd Balogh F. Andrásnak az Erdélyi Múzeumban (1993/3-4) közölt dolgozata és Az erdélyi szász irodalom magyarságképe (Budapest, 1996) gazdagította e tárgykörre vonatkozó ismereteinket. A Tanulók Könyvtára költői antológia-sorozatának bevezető tanulmányai rendszeresen kitérnek az illető költészet (erdélyi) magyar recepciójára, fordításainak történetére (Tenger és alkonyég között – angol költők. Szerk. Gaal György. Kolozsvár, 1978; Szavak májusa – francia költők. Szerk. Horváth Andor. Kolozsvár, 1980; Talált kincs – német költők. Szerk. Tóth István. Kolozsvár, 1981; Áldott a nap – olasz költők. Szerk. Oláh Tibor. Kolozsvár, 1985; Hallom Amerika dalát – amerikai költők. Szerk. Gaal György. Kolozsvár, 1994; Mi urunk, Don Quijote – spanyol költők. Szerk. Jánosházy György. Kolozsvár, 1996).